# City of Ember
City of Ember is een Amerikaanse sciencefiction-fantasyfilm uit 2008 onder regie van Gil Kenan. Het verhaal is gebaseerd op dat uit het gelijknamige boek van Jeanne Duprau. De film werd genomineerd voor de Satellite Award voor beste art direction en die voor beste kostuums.

## Verhaal
Al generaties lang leven de inwoners van de City of Ember in een wonderbaarlijke ondergrondse wereld vol lichten. De bron van het licht begint er echter sterk op achteruit te gaan. Twee tieners proberen de stad te redden en beginnen een strijd tegen de klok. Ze moeten de bevolking helpen te ontsnappen voordat hun licht voorgoed dooft. Hierbij worden ze echter tegengewerkt door de burgemeester en zijn volgelingen. Ook zijn er velen die geloven dat de bouwers hen komen redden terwijl ze dat zelf moeten doen.

## Rolverdeling
- Bill Murray - De burgemeester van Ember
- Saoirse Ronan - Lina Mayfleet
- Harry Treadaway - Doon Harrow
- Mackenzie Crook - Looper
- Mary Kay Place - Mrs. Murdo
- Liz Smith - Grootmoeder
- Lucinda Dryzek - Lizzie Bisco
- Tim Robbins - Loris Harrow
- Martin Landau - Sul
- Toby Jones - Barton Snode
- Marianne Jean-Baptiste - Clary